# Лужки (Батецкий район)
Лужки — деревня в Батецком районе Новгородской области России. Входит в состав Батецкого сельского поселения.

## История
В 1963 г. Указом Президиума ВС РСФСР деревня Лужа переименована в Лужки.

## Население
| 1862 | 2010 |
| ---- | ---- |
| 341  | ↘48  |